# Чля (село)
Чля — село в Николаевском районе Хабаровского края. Административный центр Члянского сельского поселения.

## География
Село находится на берегу одноимённого озера, на расстоянии 80 км к северо-западу от города Николаевск-на-Амуре, административного центра района.

## Население
| 1992 | 2002 | 2010 | 2011 | 2012 | 2021 |
| ---- | ---- | ---- | ---- | ---- | ---- |
| 1500 | ↘931 | ↘630 | ↘626 | ↘588 | ↘294 |

## Улицы
| - ул. Бассейная, - ул. Берёзовая, - ул. Гаражная, - ул. Дражная, - ул. Лесная, | - ул. Набережная, - пер. Озёрный, - ул. Пионерская, - ул. Портовая, - ул. Строителей, | - ул. Центральная, - ул. Широкая, - ул. Школьная, - пер. Школьный. |

## Известные уроженцы
- Барышников, Александр Георгиевич (1948—2024) — советский спортсмен, толкатель ядра, призёр Олимпийских игр.